# Президенты Варшавы
Президент Варшавы (пол. Prezydent m.st. Warszawy) — должность, избираемый на всеобщих выборах руководитель исполнительных органов столицы Польши, Варшавы.
Президент исполняет функции, данные законом для старост повятов, по причине того, что Варшава имеет статус город на правах повята.
К обязанностям президента относится исполнение решений Совета Варшавы и обязанности согласно действующим законам, а также:
- приготовление проектов постановлений Совета Варшавы
- управление городским имуществом
- реализация городского бюджета
- внешнее представительство Варшавы
- руководство текущими делами города

Президент также является руководителем служб, инспекций и охраны Варшавы, в соответствии с административным уставом Варшавы.

## Выборы
Президент Варшавы избирается гражданами Варшавы на всеобщих, прямых выборах тайным голосованием. Выборы президента совпадают с общенациональными местными выборами в Польше. 
До 2002 года президент Варшавы избирался депутатами Варшавского городского совета. Избранный президент автоматически становился председателем городского совета Варшавы.

## Список президентов Варшавы
Список президентов Варшавы с момента учреждения этого поста в 1695 году в старом городе . Указаны также лица, исполнявшие обязанности президентов города, не носившие президентского звания.
| Номер                                            | Портрет | Имя                                       | Период правления                   | Примечания                                     |
| ------------------------------------------------ | ------- | ----------------------------------------- | ---------------------------------- | ---------------------------------------------- |
| Старосты (президенты) Старой Варшавы (1695—1792) |         |                                           |                                    |                                                |
| 1-й                                              |         | Ян Анджей Мених                           | 1695—1696                          | 1-й раз                                        |
| 2-й                                              |         | Якуб Щиц                                  | 1697—1700                          | 1-й раз                                        |
| 3-й                                              |         | Ян Анджей Мених                           | 1700                               | 2-й раз                                        |
| 4-й                                              |         | Александр Чамер                           | 1702—1703                          | 1-й раз                                        |
| 5-й                                              |         | Якуб Щиц                                  | 1704                               | 2-й раз                                        |
| 6-й                                              |         | Ян Адам Бухольц                           | 1705—1706                          |                                                |
| 7-й                                              |         | Ян Майер                                  | 1707—1709                          |                                                |
| 8-й                                              |         | Якуб Шульцендорф                          | 1709                               |                                                |
| 9-й                                              |         | Александр Чамер                           | 1710—1712                          | 2-й раз                                        |
| 10-й                                             |         | Вильгельм Чамер                           | 1711—1713                          |                                                |
| 11-й                                             |         | Францишек Андрихович                      | 1713—1714                          |                                                |
| 12-й                                             |         | Миколай Августинович                      | 1716                               | 1-й раз                                        |
| 13-й                                             |         | Анджей Кнабе                              | 1717                               |                                                |
| 14-й                                             |         | Миколай Августинович                      | 1718                               | 2-й раз                                        |
| 15-й                                             |         | Матеуш Костжевский                        | 1719                               | 1-й раз                                        |
| 16-й                                             |         | Юзеф Бенедикт Лупя                        | 1724—1727                          | 1-й раз                                        |
| 17-й                                             |         | Генрик Макин                              | 1728                               |                                                |
| 18-й                                             |         | Юзеф Бенедикт Лупя                        | 1734                               | 2-й раз                                        |
| 19-й                                             |         | Матеуш Костжевский                        | 1743                               | 2-й раз                                        |
| 20-й                                             |         | Павел Андрихович                          | 1750—1751                          | 1-й раз                                        |
| 21-й                                             |         | Павел Андрихович                          | 1753                               | 2-й раз                                        |
| 22-й                                             |         | Ян Феликс Дульфус                         | 1754—1756                          | 1-й раз                                        |
| 23-й                                             |         | Михал Сакрес                              | 1761                               | 1-й раз                                        |
| 24-й                                             |         | Ян Феликс Дульфус                         | 1764                               | 2-й раз                                        |
| 25-й                                             |         | Михал Сакрес                              | 1765—1766                          | 2-й раз                                        |
| 26-й                                             |         | Ян Феликс Дульфус                         | 1767                               | 3-й раз                                        |
| 27-й                                             |         | Михал Сакрес                              | 1768                               | 3-й раз                                        |
| 28-й                                             |         | Францишек Виттгофф                        | 1769—1771                          | 1-й раз                                        |
| 29-й                                             |         | Гжегож Лышкевич                           | 1772                               | 1-й раз                                        |
| 30-й                                             |         | Войцех Лоберт                             | 1773—1776                          | 1-й раз                                        |
| 31-й                                             |         | Якуб Марашевский                          | 1777                               |                                                |
| 32-й                                             |         | Францишек Виттгофф                        | 1778—1779                          | 2-й раз                                        |
| 33-й                                             |         | Гжегож Лышкевич                           | 1780                               | 2-й раз                                        |
| 34-й                                             |         | Войцех Лоберт                             | 1781—1788                          | 2-й раз                                        |
| 35-й                                             |         | Ян Декерт                                 | 23 февраля 1789 — 4 октября 1790   |                                                |
| 36-й                                             |         | Юзеф Михал Лукасевич                      | 1791 — 13 апреля 1792              | 1-й раз                                        |
| Речь Посполитая (1792—1795)                      |         |                                           |                                    |                                                |
| 1-й                                              |         | Игнаций Закшевский                        | 16 апреля 1792 — 25 августа 1792   | 1-й раз                                        |
| 2-й                                              |         | Юзеф Михал Лукасевич                      | 30 августа 1792 — 20 марта 1793    | 2-й раз                                        |
| 3-й                                              |         | Анджей Рафалович                          | 21 марта 1793 — 17 апреля 1794     | 1-й раз                                        |
| 4-й                                              |         | Игнаций Закшевский                        | 17 апреля 1794 — 3 ноября 1794     | 2-й раз                                        |
| 5-й                                              |         | Юзеф Михал Лукасевич                      | 20 ноября 1794 — 25 июля 1796      | 3-й раз совместно с Анджеем Рафаловичем        |
| 6-й                                              |         | Анджей Рафалович                          | 20 ноября 1794 — 25 июля 1796      | 2-й раз совместно с Юзефом Михалом Лукасевичем |
| Прусское управление (1795—1806)                  |         |                                           |                                    |                                                |
| 7-й                                              |         | Франц Шиммельпфенниг фон дер Ойе          | 25 июля 1796 — 23 апреля 1799      |                                                |
| 8-й                                              |         | Фридрих Георг Тилли                       | 23 апреля 1799 — 27 ноября 1806    |                                                |
| Варшавское герцогство (1807—1815)                |         |                                           |                                    |                                                |
| 9-й                                              |         | Иоахим Мочинский                          | январь 1807 — 21 февраля 1807      |                                                |
| 10-й                                             |         | Юзеф Анастазий Лохоцкий                   | избран 18 февраля 1807             | от должности отказался                         |
| 11-й                                             |         | Павел Белинский                           | 17 апреля 1807 — 4 июля 1807       |                                                |
| 12-й                                             |         | Станислав Вонгжецкий                      | 4 июля 1807 — декабрь 1815         | 1-й раз                                        |
| Царство Польское (1816—1915)                     |         |                                           |                                    |                                                |
| 13-й                                             |         | Кароль Фредерик Войда                     | 6 января 1816 — 30 ноября 1830     |                                                |
| 14-й                                             |         | Станислав Вонгжецкий                      | 30 ноября 1830 — 26 июня 1831      | 2-й раз                                        |
| 15-й                                             |         | Якуб Игнаций Лащинский                    | 17 июня 1831—1837                  |                                                |
| 16-й                                             |         | Александер Юзеф Грайбнер                  | 1837 — 9 ноября 1847               |                                                |
| 17-й                                             |         | Фёдор Александрович Андро                 | 10 ноября 1847 — февраль 1862      |                                                |
| 18-й                                             |         | Казимеж Войда                             | февраль 1862 — 15 августа 1862     |                                                |
| 19-й                                             |         | Зигмунт Анджей Велёпольский               | 16 августа 1862 — 18 сентября 1863 |                                                |
| 20-й                                             |         | Каликст Витковский                        | 16 сентября 1863 — 1 октября 1875  |                                                |
| 21-й                                             |         | Сократ Иванович Старынкевич               | 18 ноября 1875 — 6 октября 1892    |                                                |
| 22-й                                             |         | Николай Валерианович Бибиков              | 6 октября 1892 — 29 июня 1906      |                                                |
| 23-й                                             |         | Виктор Литвинский                         | июль 1906 — 26 апреля 1909         |                                                |
| 24-й                                             |         | Александр Александрович Миллер            | 4 сентября 1909 — 4 августа 1915   |                                                |
| Первая мировая война (1916—1921)                 |         |                                           |                                    |                                                |
| 25-й                                             |         | Здислав Любомирский                       | 5 августа 1916 — 6 октября 1917    |                                                |
| 26-й                                             |         | Пётр Джевиецкий                           | 7 октября 1917 — 28 ноября 1921    |                                                |
| Вторая Речь Посполитая (1921—1939)               |         |                                           |                                    |                                                |
| 27-й                                             |         | Станислав Новодворский                    | 28 ноября 1921 — 7 декабря 1922    |                                                |
| 28-й                                             |         | Владислав Яблоньский                      | 7 декабря 1922 — 22 июня 1927      |                                                |
| 29-й                                             |         | Зигмунт Сломиньский                       | 7 июля 1927 — 2 марта 1934         |                                                |
| 30-й                                             |         | Мариан Зындрам-Косцялковский              | 2 марта 1934 — 28 июня 1934        |                                                |
| 31-й                                             |         | Стефан Стажиньский                        | 2 августа 1934 — 27 октября 1939   |                                                |
| Вторая мировая война (1939—1945)                 |         |                                           |                                    |                                                |
| 32-й                                             |         | Юлиан Кульский                            | 28 октября 1939 — 1 августа 1944   | от имени правительства Польши                  |
| 33-й                                             |         | Марцелий Поровский                        | 5 августа 1944 — 2 октября 1944    | Варшавское восстание                           |
| Генерал-губернаторство (1939—1945)               |         |                                           |                                    |                                                |
|                                                  |         | Гельмут Отто                              | октябрь 1939 — 5 ноября 1939       |                                                |
|                                                  |         | Оскар Рудольф Денгель                     | 5 ноября 1939 — 20 марта 1940      |                                                |
|                                                  |         | Людвиг Лейст                              | март 1940 — январь 1945            |                                                |
| Польская Народная Республика (1944—1990)         |         |                                           |                                    |                                                |
| 34-й                                             |         | Мариан Спыхальский                        | 18 сентября 1944 — март 1945       |                                                |
| 35-й                                             |         | Станислав Тольвиньский                    | 5 марта 1945 — 23 мая 1950         |                                                |
| 36-й                                             |         | Ежи Альбрехт                              | 23 мая 1950 — 14 мая 1956          | председатель президиума горсовета              |
| 37-й                                             |         | Януш Зажыцкий                             | 14 мая 1956 — 17 декабря 1956      | 1-й раз председатель президиума горсовета      |
| 38-й                                             |         | Зигмунт Двораковский                      | 17 декабря 1956 — 5 мая 1960       | председатель президиума горсовета              |
| 39-й                                             |         | Януш Зажыцкий                             | 5 мая 1960 — 29 декабря 1967       | 2-й раз председатель президиума горсовета      |
| 40-й                                             |         | Ежи Маевский                              | 29 декабря 1967 — 9 декабря 1973   | 1-й раз председатель президиума горсовета      |
| 41-й                                             |         | Ежи Маевский                              | 13 декабря 1973 — 18 февраля 1982  | 2-й раз                                        |
| 42-й                                             |         | Мечислав Дембицкий                        | 18 февраля 1982 — 5 декабря 1986   |                                                |
| 43-й                                             |         | Ежи Болеславский                          | 5 декабря 1986 — 30 января 1990    |                                                |
| Третья Речь Посполитая (с 1990)                  |         |                                           |                                    |                                                |
| 44-й                                             |         | Станислав Выгановский                     | 30 января 1990 — 5 октября 1994    |                                                |
| 45-й                                             |         | Мечислав Барея                            | 5 октября 1994 — 3 ноября 1994     |                                                |
| 46-й                                             |         | Марцин Свецицкий                          | 3 ноября 1994 — 30 марта 1999      |                                                |
| 47-й                                             |         | Павел Пискорский                          | 30 марта 1999 — 14 января 2002     |                                                |
| 48-й                                             |         | Войцех Козак                              | 14 января 2002 — 18 ноября 2002    |                                                |
| 49-й                                             |         | Лех Качиньский                            | 18 ноября 2002 — 22 декабря 2005   |                                                |
| вакантно                                         |         | формально президент Польши Лех Качиньский | 22 декабря 2005 — 9 февраля 2006   |                                                |
| и. о.                                            |         | Мирослав Кохальский                       | 9 февраля 2006 — 20 июля 2006      |                                                |
| и. о.                                            |         | Казимеж Марцинкевич                       | 20 июля 2006 — 2 декабря 2006      |                                                |
| 50-й                                             |         | Ханна Беата Гронкевич-Вальц               | 2 декабря 2006 — 22 ноября 2018    |                                                |
| 51-й                                             |         | Рафал Тшасковский                         | с 22 ноября 2018 года              |                                                |